# Tyler Hamilton
Tyler Hamilton (nascido em 1 de março de 1971 em Marblehead, Massachusetts) é um ex-ciclista estadounidense, profissional desde 1995 até 2009. Sua carreira viu-se marcada por numerosos escândalos de dopagem que protagonizou, que terminariam forçando a sua retirada.

## Biografia

### Gregário de Armstrong
Hamilton se estreia como profissional em 1995. No US Postal, foi um dos principais gregários de Lance Armstrong no Tour de França, ajudando a seu compatriota a ganhar seus dois primeiros Tours (1999 e 2000). Hamilton apoiava a seu líder nas etapas de montanha, ainda que seu papel não se limitava a ditas jornadas, já que graças ao labor de Hamilton nas etapas de contrarrelógio (nas que era um corredor destacado) a equipa obtinha boas referências e valiosa informação sobre o traçado para seu chefe de filas Armstrong.

### Anos destacados e primeiro positivo
Para 2002 fixou pela equipa dinamarquesa CSC dirigido por Bjarne Riis, no qual se converteu em chefe de filas. Em sua primeira temporada na equipa finalizou segundo na geral no Giro de Itália, apesar de uma lesão no ombro.
Em 2003 terminou 4º na classificação geral do Tour de  França, além de conseguir um triunfo de etapa depois de uma escapada a mais de cem quilómetros em solitário, depois de fracturar-se a clavícula na primeira etapa. Posteriormente, a Operação Porto revelaria que competiu dopado na rodada francesa, ao se descobrir que em 2003 Hamilton seguia um planejamento de medicamentos e transfusões (práticas proibidas ao ser dopagem) dirigida por Eufemiano Fontes.
Para 2004 fixou pela equipa suíça Phonak. Nos Jogos Olímpicos de Atenas 2004 disputados no mês de agosto, ganhou a medalha de ouro na prova contrarrelógio. No entanto, pouco depois (em setembro) pôs-se em dúvida sua vitória ao dar positivo num controle antidopagem. O contraanálise não pôde realizar devido a um problema com seu armazenamento.
Hamilton ganhou a contrrarelógio disputada na fábrica de Ford em Almusafes na Volta a Espanha, ainda que o controle antidopagem realizado revelaria que deu positivo por transfusão homóloga, pelo que foi afastado de sua equipa. Curiosamente, outro ciclista da equipa (Santi Pérez, segundo nessa Volta) deu positivo pouco depois por esse mesmo motivo: transfusão homóloga. Ao confirmar-se este caso de dopagem (pese à negativa do corredor), o 25 de abril de 2005 foi sancionado com uma suspensão de dois anos (sanção habitual nos casos de dopagem), A Operação Porto revelaria depois (na primavera de 2006) que em 2004 Hamilton seguia um planejamento de medicamentos e transfusões (práticas proibidas ao ser dopagem) dirigida por Eufemiano Fontes, de quem também era cliente Santi Pérez.

### Operação Porto
Durante a execução da Operação Porto na primavera de 2006, foi identificado pela Policia civil como cliente da rede de dopagem de Eufemiano Fontes. Correspondiam-lhe os nomes em chave número 11, 41-42 e HMLTN. Na documentação intervinda descobriram-se calendários de preparação (de novembro a outubro) realizados por Fontes para Hamilton, nos que se detalhavam os medicamentos administrados a cada dia e um programa de extracções/reposições sanguíneas (práticas proibidas no desporto por ser dopagem). Acharam-se dois calendários: um para 2003, no que se detalhavam com datas as transfusões sanguíneas realizadas (que finalizavam justo dantes do Tour de França 2003, no que ganhou uma etapa) e outro para 2004 (ano em que deu positivo por transfusão homóloga na Volta). Depois da data de seu positivo (e consiguiente início de sanção por dois anos) desaparecia das preparações do Dr. Fontes. Assim mesmo, entre a documentação intervinda acharam-se intercâmbios de fax entre Fontes e a mulher de Hamilton (Haven Parchinsky), a direcção exacta de seu domicílio em Colorado (EE. UU.) e quantidades em euros e dólares em conceito de factura pelos serviços recebidos de Fontes e sua rede de dopagem.

### Volta, segundo positivo e retirada
Uma vez cumprida sua sanção, em 2007 voltou ao pelotão internacional, competindo com a equipa Tinkoff Credit Systems.

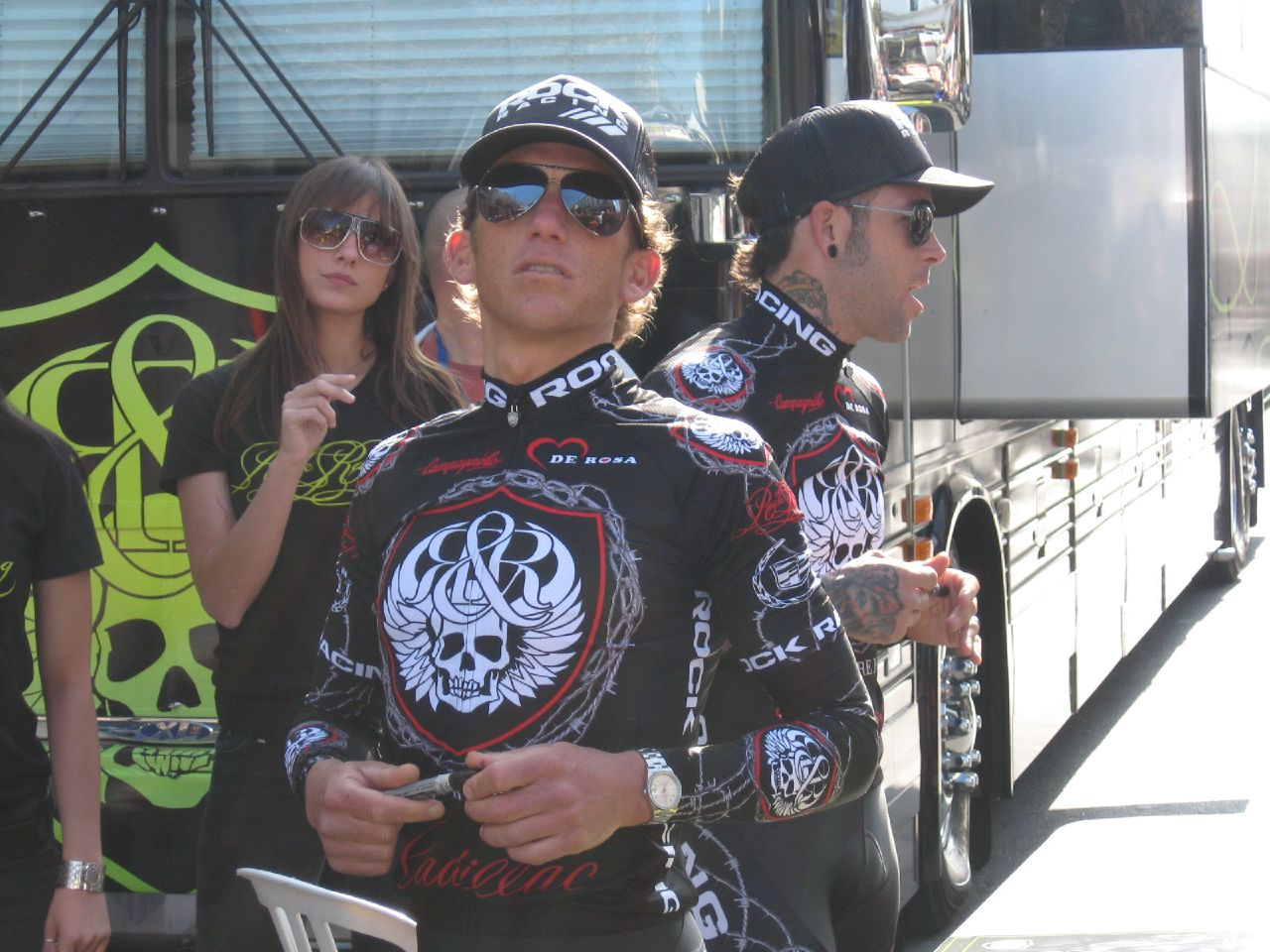
Tyler Hamilton com o maillot do equipo Rock Racing.

Em 2008 se enroou na equipa estadounidense Rock Racing, conhecido por acolher a numerosos ciclistas com antecedentes por dopajem. Nesta equipa coincidiu com outros ciclistas que, como ele, tinham sido identificados pela Policia civil como clientes da rede dopagem de Eufemiano Fontes, em decorrência da Operação Porto.
O 17 de abril de 2009 revelou-se que tinha voltado a dar positivo, neste caso por DHEA (um precursor da testosterona). Depois deste novo caso de dopagem, o ciclista reconheceu ter-se dopado e anunciou sua decisão de retirar-se do ciclismo, ao mesmo tempo que afirmava estar a sofrer uma depressão. O 17 de junho, a Agência Antidopagem de Estados Unidos (USADA) sancionou-lhe com oito anos de sanção por este novo caso de dopagem (já que era reincidente), apesar de que se tinha retirado, explicando dita decisão no seguinte comunicado:
No ciclismo, uma suspensão de oito anos para um desportista de 38 anos é uma sanção de por vida e uma segurança de que é sancionado para o que tivesse sido o resto de sua carreira desportiva.

### Diz que viu ao 7 vezes campeão do Tour de França se injectar EPO
Em 2011 Em declarações ao programa '60 minutos' da corrente CBS, Hamilton tem acusado a Lance Armstrong o sete vezes campeão do Tour de França, que foi seu colega na equipa US Postal, de fazer "o que faziam todos".
"Eu vi EPO em sua geladeira. Vi-lhe injectar-lha mais de uma vez, como fazíamos todos. Como fiz eu muitas, muitas vezes", tem afirmado. "Armstrong tomava o que tomávamos todos, a maioria do pelotão. Tinha EPO, testosterona, uma transfusão sanguínea...".
Hamilton referiu-se mais especificamente a estas práticas dopantes nos Tours de 1999, 2000 e 2001. Armstrong ganhou a rodada francesa ininterruptamente entre 1999 e 2005.
As declarações, das que se conheceu um extracto e que emitir-se-ão de forma íntegra no próximo domingo, se unem às já formuladas no ano passado no mesmo sentido por Floyd Landis, outro colega de equipa de Armstrong.
O heptacampeão do Tour, que aparentemente nunca deu positivo num controle mas que estava a ser pesquisado pelas autoridades federais estadounidenses para averiguar se participou em programas de dopagem sistémico, tem posto uma mensagem em tweeter no que afirma: "Mais de 20 anos de carreira. 500 controles em todo mundo, dentro e fora de competição. Nunca um positivo. Nada que acrescentar".
A equipa de advogados de Armstrong acusou a Hamilton de estar a preparar a publicação de um livro e de querer assegurar-se um bom contrato editorial com suas declarações.
O 18 de janeiro de 2013, Lance Armstrong confessou publicamente todas as acusações de dopagem referidas por Hamilton.

## Equipes
- Montgomery (1995)
- US Postal (1996-2001)
- Team CSC (2002-2003)
- Phonak Hearing Systems (2004)
- Tinkoff (2007)
- Rock Racing (2008-2009)